# Улица Айзприежу
Улица А́йзприежу (латыш. Aizpriežu iela — «за соснами») — улица в Видземском предместье города Риги, в историческом районе Тейка. Состоит из двух участков, начинающихся от улицы Дзербенес и сходящихся под углом 30°. Противоположный конец улицы находится у перекрёстка с улицей Баяру. С другими улицами не пересекается.
Согласно официальным данным, длина улицы составляет 430 метров. На всём протяжении асфальтирована, разрешено движение в обоих направлениях. Общественный транспорт по улице не курсирует.
Застроена частными домами.

## История
Улица Айзприежу проложена в первой половине 1950-х годов; впервые упоминается в 1954 году под своим нынешним названием, происходящим от близости улицы к Бикерниекскому лесу. Переименований улицы не было.